# Ignaz Agricola
Ignaz Agricola (Zusamaltheim, 31. srpnja 1661. – München, 23. siječnja 1729.), njemački isusovac.

## Životopis
Agricola je rođen u Zusamaltheimu u biskupiji Augsburg. Pristupio je u isusovački red 28. rujna 1677., a studirao filozofiju i teologiju u isusovačkim školama. Kasnije je učio u isusovačkim školama: gramatiku dvije godine, poeziju dvije godine, retoriku sedam godina, i logiku dvije godine. Veći dio tog vremena je proveo u Münchenu. Tamo je i umro 1729. godine.
Napisao je poznato djelo o povijest isusovačkog reda: Historia provinciae Societatis Jesu Germaniae superioris, quinque Primas annorum complexa desetljeća (1727).